# 京城集團
京城集團，正式名稱為京城建設股份有限公司，是臺灣南部一家大規模的營建商，成立於1982年，以建誌營造和百鋐營造為主體承包工程，展現工程品質，並已多元化的管理經營模式。
目前的建築理念為「領創城市名宅，建築無限生活」，並繼續朝著「美學、主題、綠、智慧建築」四大目標邁進。

## 建築作品

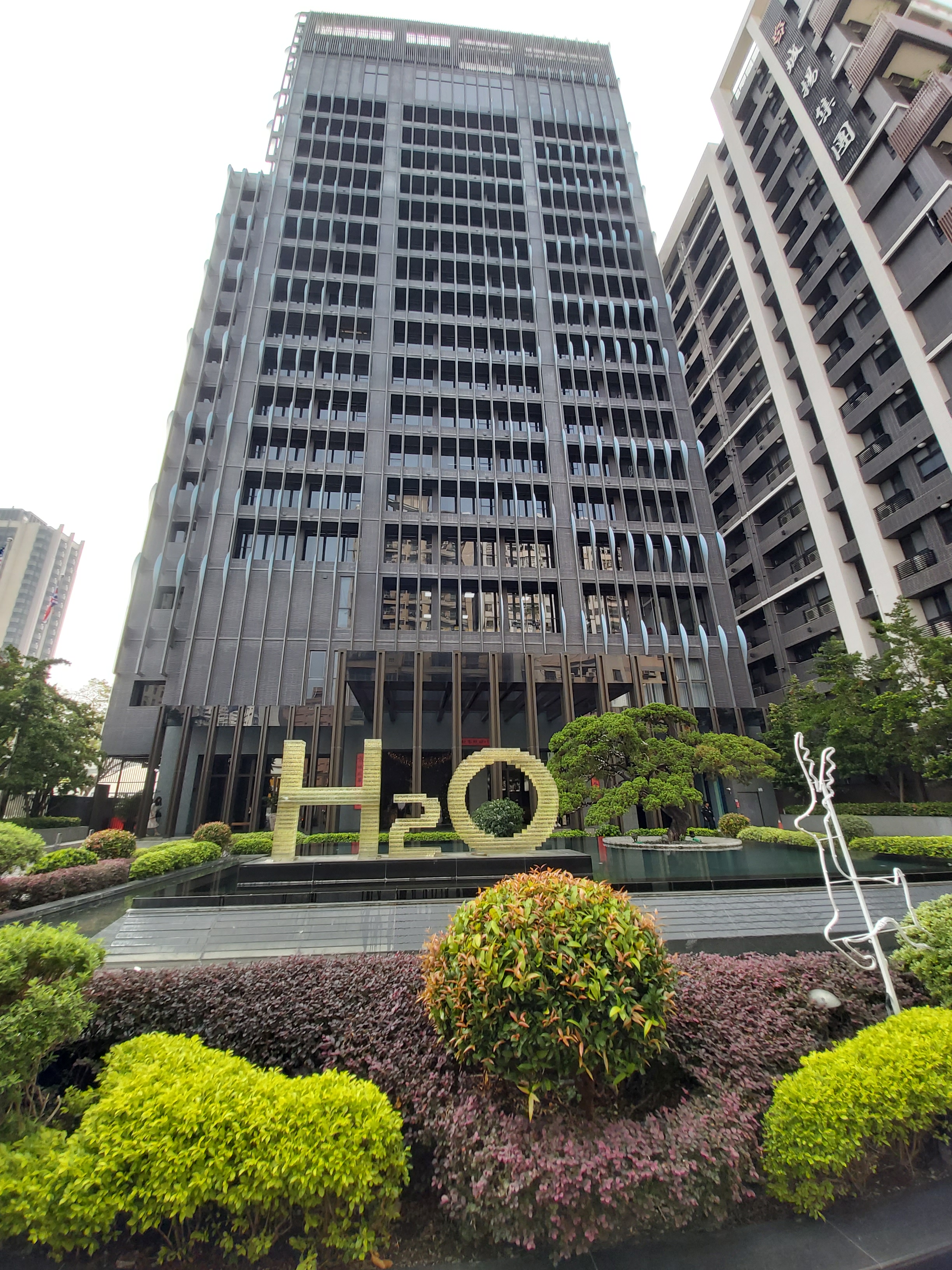
H₂o水京棧國際酒店

### 住宅
- 米羅（高雄市鼓山區）
- 比佛利（高雄市鼓山區）
- 羅浮宮（高雄市鼓山區）
- 溫莎堡（高雄市左營區）
- 好萊塢
- 京城雅築（高雄市左營區）
- 京城大道（高雄市左營區）
- 京城世界（高雄市三民區）
- 京城大苑
- 京城凱悅
- 圓頂
- 京悅
- 花賞
- 曼陀羅
- 微風
- 鉅誕
- 水森林
- 樂活
- 湖立方
- 享京城
- 京城
- 京城鳳凰（臺南市永康區）
- 京城森遠  第三十屆建築園冶獎高市十大優質住宅大樓
- 馥之森  第三十屆建築園冶獎高市十大優質住宅大樓

### 商業設施
- 京城飯店
- H₂o水京棧國際酒店

## 得獎紀錄
- 第30屆建築園冶獎最新高雄市大樓建築景觀類  「京城建設-京城森遠」、「京城建設-馥之森」[5]

## 外部連結
- 京城集團 （页面存档备份，存于）